# اسکندر همرایف
اسکندر همرایف (۵ ژوئن ۱۹۳۴، سمرقند- ۱۰ اکتبر ۲۰۰۹) - کارگردان و فیلمنامه‌نویس اهل شوروی و روسیه بود. از فیلم‌هایی که وی کارگردانی کرده‌است، می‌توان به فیلم در شن‌های سیاه اشاره نمود.